# Dominique Schnapper
Pour les articles homonymes, voir Schnapper.
Dominique Schnapper, née Dominique Aron le 9 novembre 1934 à Paris, est une sociologue et politologue française, directrice d'études à l'EHESS.

## Biographie

### Jeunesse et études
Dominique Schnapper est la fille de Raymond et Suzanne Aron. Elle a eu plusieurs sœurs. 
Elle obtient une licence d'histoire à l'université de Paris. En 1957, elle complète sa licence par un certificat de géographie à la Sorbonne, où elle rencontre Antoine Schnapper, avec qui elle aura trois enfants : Laure, Alain et Pauline. 
Une fois ses études en histoire terminées, elle étudie pendant deux ans la philosophie, mais abandonne par manque de goût pour la discipline. Elle étudie ensuite à l'Institut d'études politiques de Paris, où elle ne se trouve pas non plus, mais découvre la sociologie, l'économie et la science politique.
Après un voyage de deux ans à Bologne, Pierre Bourdieu lui conseille de faire une thèse de sociologie sur la haute bourgeoisie bolonaise. Elle passe cinq ans au centre de sociologie animé par Pierre Bourdieu, qu'elle quitte lorsqu'elle commence à trouver son fonctionnement trop sectaire. En 1967, elle obtient un doctorat en sociologie à la faculté des lettres de Paris.

### Parcours professionnel
Dominique Schnapper traite principalement de la sociologie historique, ainsi que des études sur les minorités, le chômage, le travail et la sociologie urbaine, et depuis les années 1990 aussi avec le concept de nation et de la citoyenneté.
Depuis les années 1980, elle est directrice d'études à l'École des hautes études en sciences sociales (EHESS). 
Elle est également présidente du musée d'art et d'histoire du judaïsme et présidente de l'Institut d'études avancées de Paris.
Elle obtient en 2002 le prix Balzan pour la sociologie.
Elle a été membre du Conseil constitutionnel de 2001 à 2010, nommée par Christian Poncelet, alors président du Sénat.
De février 2016 à janvier 2019, elle est présidente du conseil scientifique de la délégation interministérielle à la lutte contre le racisme, l'antisémitisme et la haine anti-LGBT (DILCRAH).
En décembre 2017, le ministre de l’Éducation nationale Jean-Michel Blanquer la désigne pour devenir la présidente du Conseil des sages de la laïcité installé le 8 janvier 2018 et chargé de préciser la position de l'institution scolaire en matière de laïcité.

## Carrière
- Directrice d'études, École des hautes études en sciences sociales, Paris, depuis 1980.
- Membre de la Commission de la nationalité, 1987.
- Membre de la Commission 2000 du Commissariat général au Plan, 1989.
- Membre de la Commission Henrion sur la drogue, 1994.
- Membre du Comité directeur de la Société française de sociologie, 1991-1995.
- Membre de la Commission Fauroux sur l'éducation, 1995-1996.
- Présidente de la Société française de sociologie, 1995-1999.
- Membre du Conseil constitutionnel, mandat de mars 2001 à mars 2010, nommée par le président du Sénat, Christian Poncelet[8].
- Présidente du Conseil des sages de la laïcité, nommée le 8 janvier 2018 par le ministre français chargé de l’Éducation nationale, Jean-Michel Blanquer[7]

## Distinctions

### Décorations
- Commandeure de la Légion d'honneur le 31 décembre 2020[9]
  -  Officière de la Légion d'honneur le 30 décembre 2011[10]
  -  Chevalière de la Légion d'honneur le 3 avril 1996[11]
- Commandeure de l'ordre national du Mérite le 13 mai 2016 [12]
  -  Officière de l'ordre national du Mérite  le 15 mai 2000 [13]
  -  Chevalière de l'ordre national du Mérite en 1980
- Officière de l'ordre des Arts et des Lettres

### Prix
- Prix de l'Assemblée nationale 1994 pour La communauté des citoyens Paris : Gallimard.
- Prix Balzan 2002 pour la sociologie[14].
- Prix du livre politique 2007 pour Qu'est-ce que l'intégration ?[15].
- Prix du livre antiraciste 2011 de la LICRA.
- Prix AFCI du livre 2021 pour Puissante et fragile, l'entreprise en démocratie avec Alain Schnapper, Paris, Odile Jacob, 2020[16].

## Œuvres

### Entretien
- (1998) Entretien avec Dominique Schnapper, Jacqueline Costa-Lascoux « La Commission de la Nationalité, une instance singulière », Revue européenne de migrations internationales. p. 9–28, Vol. 4, no1-2. 1er semestre. L'immigration en France.
- (2022). Dominique Schnapper, sociologue et fille de Raymond Aron : « La façon dont on parlait, avec mépris, de mon père reste une blessure », propos recueillis par Solenn Le Royer, 30 mai 2022.
- Caroline Broué, « Dominique Schnapper, citoyenne sociologue », 5 épisodes de 30 min [audio], sur France Culture, À voix nue, 2025-083 (consulté en mars 2025)

### Ouvrages
- L’Italie Rouge et Noire, Paris, Gallimard, 1971
- Sociologie de l'Italie, Paris, Presses universitaires de France, 1974
- Juifs et Israélites, Paris, Gallimard, « Idées », 1980
- L'Épreuve du chômage, Paris, Gallimard, « Idées », 1981 ; rééd.  avec nouvelle préface de l'auteur 1994
- Six manières d'être européen sous la direction d'H. Mendras, Paris, Gallimard, « Bibliothèque des Sciences Humaines », 1989
- La France de l’intégration, sociologie de la nation en 1990, Paris, Gallimard, « Bibliothèque des Sciences Humaines », 1991
- L’Europe des immigrés, essai sur les politiques d'immigration, Paris, François Bourin, 1992
- Les Musulmans en Europe sous la direction de B. Lewis, Paris, Observatoire du Changement Social, 1992
- La Communauté des citoyens, sur l’idée moderne de nation, Paris, Gallimard, « NRF Essais », 1994
- Contre la fin du travail avec Philippe Petit, Paris, Les Editions Textuel, 1997
- La Relation carcérale : Identités et rapports sociaux dans les prisons de femmes de Corinne Rostaing, Dominique Schnapper (Préface), Paris, PUF, « Le lien social », 1997
- La Relation à l’Autre. Au cœur de la pensée sociologique, Paris, Gallimard, « NRF Essais », 1998 ; rééd. avec nouvelle préface de l'auteur 2023, « Tel »
- La Compréhension sociologique, Paris, PUF, « Quadrige », 1999
- Qu’est-ce que la citoyenneté ?, Paris, Gallimard, « Folio », 2000
- Questionner le racisme , Paris, Gallimard, 2000
- La Démocratie providentielle. Essai sur l’égalité contemporaine, Paris, Gallimard, « NRF Essais », 2002
- Au Fur et à mesure : Chroniques 2001-2002, Paris, Odile Jacob, « Sciences Humaines », 2003
- La Communauté des citoyens, Paris, Gallimard, « Folio Essais », 2003
- Diasporas et nations avec C. Bordes-Benayoun, Paris, Odile Jacob, 2006
- Qu'est ce que l'intégration?, Paris, Gallimard, « Folio actuel », 2007
- Les Mots des diasporas avec C. Bordes-Benayoun, Toulouse, Presse de l'université Le Mirail, 2008
- La Condition juive. La tentation de l'entre-soi avec C. Bordes-Benayoun et F. Raphaël, Paris, PUF, « Le lien social », 2009
- Une Sociologue au Conseil Constitutionnel, Paris, Gallimard, « NRF Essais », 2010
- La Démocratie providentielle : Essai sur l'égalité contemporaine, Paris, Gallimard, « Folio actuel », 2010
- La Juridicisation du politique de Jacques Commaille, Laurence Dumoulin et Cécile Robert, préface de Dominique Schnapper, Paris, L'extenso LGDJ, 2010
- L’Engagement, Paris, Fondapol, 2011
- La Compréhension sociologique, Paris, PUF, 2012
- Les Juifs dans l'orientalisme, Théo Klein, Laurence Sigal-Klagsbald et Laurent Héricher, Paris, Flammarion, 2012
- Travailler et aimer, Paris, Odile Jacob, 2013
- L’Esprit démocratique des lois, Paris, Gallimard, « NRF Essais », 2014 - Prix littéraire Paris-Liège 2015
- Intellectuels et juifs en France aujourd'hui : De l'enthousiasme des années 60 à la déception des années 2000 avec Jean-Claude Poizat, Paris, Le Bord de l'eau, 2014
- Où va notre démocratie ? avec Stéphane Rozès, Pascal Perrineau, Philippe Raynaud, Jean-Pierre le Goff, Alain Blondiaux, Yves Sintomer, Patrick Savidan, Jean-Michel Helvig, Alain-Gérard Slama et Pierre-Marie Vidal, Paris, Éditions de la Bibliothèque publique d’information, 2014, Open édition : sur le site de la bibliothèque du Centre Pompidou
- La Disqualification sociale : Essai sur la nouvelle pauvreté de Serge Paugam, préface de D. Schnapper, 1991, PUF ; rééd. avec nouvelle postface de l'auteur 2015, Open édition : sur CAIRN.INFO
- La République aux 100 cultures, Strasbourg, Arfuyen, « La faute à Voltaire », 2016
- Réflexions sur l'antisémitisme avec Paul Salmona  et Perrine Simon-Nahum, Paris, Odile Jacob, « OJ.SC.HUMAINES », 2016
- De la démocratie en France : République, nation, laïcité, Paris, Odile Jacob, 2017
- La Citoyenneté à l'épreuve. La Démocratie et les Juifs, Paris, Gallimard, « NRF Essais », 2018
- Puissante et fragile, l'entreprise en démocratie avec Alain Schnapper, Paris, Odile Jacob, 2020
- Temps inquiets. Réflexions sociologiques sur la condition juive, Paris, Odile Jacob, 2021
- Les désillusions de la démocratie, Paris, Gallimard, « Connaissances », 2024
- Juifs et Israélites. Fidélité au judaïsme et citoyenneté, Paris, Gallimard, « Folio », 2025; rééd. avec nouvelle préface de l'auteur